# دریاچه اهرید

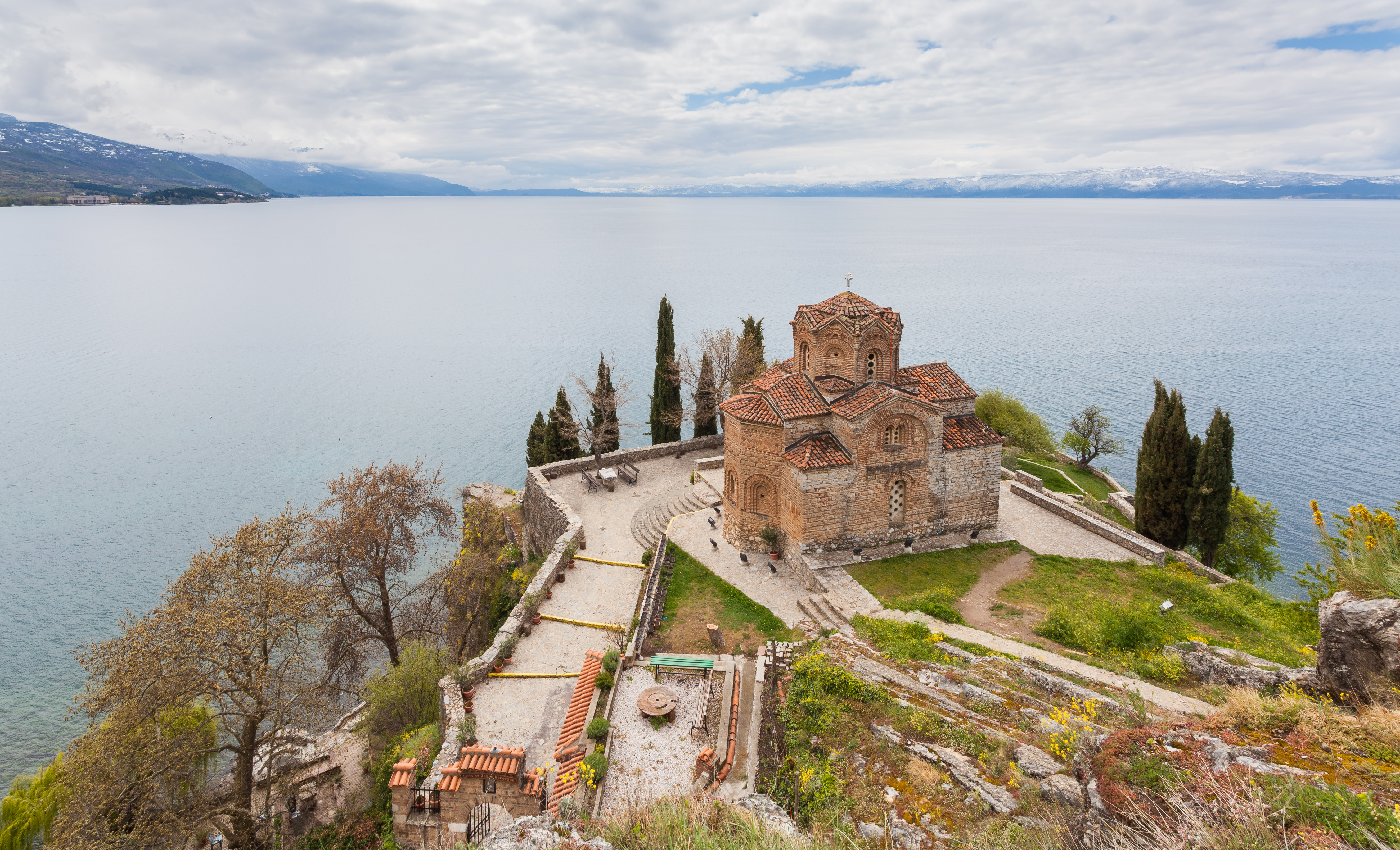
کلیسای سنت جان یک کلیسای ارتدکس مقدونی است که بر روی صخره‌ای بر فراز ساحل کانئو مشرف به دریاچه اهرید در شهر اهرید، مقدونیه شمالی واقع شده‌است. این کلیسا به یوحنای پاتموس نویسنده مکاشفه که برخی او را همان شخص یوحنا حواری می‌دانند، تقدیم شده‌است. تاریخ ساخت کلیسا ناشناخته باقی مانده‌است، اما اسناد مربوط به اموال کلیسا نشان می‌دهد که این کلیسا قبل از سال ۱۴۴۷ ساخته شده‌است. باستان شناسان معتقدند که این کلیسا مدتی قبل از ظهور امپراتوری عثمانی به احتمال زیاد در قرن سیزدهم ساخته شده‌است. کار مرمت در سال ۱۹۶۴ منجر به کشف دیوارنگاره در گنبد آن شد.

دریاچه اهرید (مقدونی: Охридско Езеро) در جنوب‌غربی جمهوری مقدونیه و شرق آلبانی در مرز کوهستانی این دو کشور واقع شده است. اوهرید یکی از قدیمی‌ترین و عمیق‌ترین دریاچه‌های اروپا محسوب می‌شود. در سال ۱۹۷۹ هنگامی که این دریاچه توسط یونسکو بعنوان میراث جهانی اعلام شد اهمیت آن افزایش یافت. اوهرید عمیق‌ترین دریاچه شبه جزیره بالکان با ۲۸۸ متر عمق می‌باشد.